# Thái Lan Quốc dân Đảng

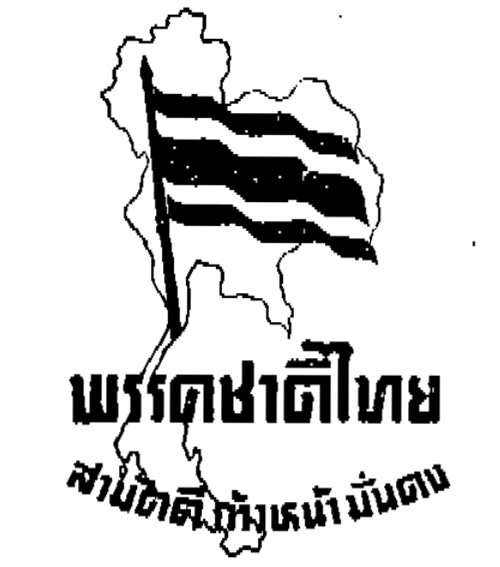
Logo Thái Lan Quốc dân Đảng

Đảng Chart Thai (tiếng Thái: พรรคชาติไทย phak chaat thai), hay còn gọi là Thái Lan Quốc dân Đảng hoặc Đảng nước Thái, là một chính đảng bảo thủ ở Thái Lan.
Trong cuộc bầu cử năm 2001, Chart Thai giành được 41 ghế và đã tham gia một liên minh đa số với đảng lớn nhất, Đảng Thai Rak Thai. Đảng này đánh mất một số phiếu trong cuộc bầu cử năm 2005, dù có sự ủng hộ của tay tài phiệt massage và chính trị Chuwit Kamolvisit. Đảng này đã giành được 11,4% phiếu bầu phổ thông và giành được 27/438 ghế. Đảng này đã đoàn kết với 2 đảng đối lập chính để tẩy chay cuộc bầu cử tháng 4 năm 2006 với hy vọng chính phủ mới không thể thành lập được. Lãnh đạo hiện nay của đảng này là Banharn Silpa-Archa.